# بكتيريا ضوئية فوسفورية
البكتيريا الضوئية الفوسفورية (باللاتينية:Photobacterium phosphoreum )هي نوع من البكتيريا السلبية الغرام، مضيئة حيوياً تعيش في تكافل مع الكائنات البحرية في أعماق البحار، مثل سمك الصياد. ويمكنها إصدار ضوء أخضر مزرق (490 نانومتر) بسبب تفاعل كيميائي بين أحادي نيوكليوتيد الفلافين) واللوسيفرين والأكسجين الجزيئي المحفز بواسطة إنزيم يسمى لوسيفيراز.

## علم البيئة
يبدو أن البكتيريا الضوئية الفوسفورية منتشر في جميع أنحاء العالم في المحيطات ويوجد في مجموعة متنوعة من الموائل البحرية المختلفة.  تم عزله لأول مرة في عام 1878 من مياه البحر، ولكن تم الإبلاغ عن تواجده أيضًا على أسطح الأسماك والحيوانات البحرية الأخرى وأمعاء الأسماك ومياه البحر الساحلية أيضا. فهو يعيش حالة من التعايش الحيوي مع الأسماك التي تستوطن عمومًا في المناطق متوسطة العمق والمناطق القاعية.

## مؤشر حيوي
البكتيريا الضوئية الفوسفورية هو البكتيريا المضيئة الأكثر استخدامًا في تقييم جودة المياه.

## أنظر أيضا
- البكتيريا المضيئة حيويًا
- ضمة فولنيفيكوس